# رابرت جی. برگمن
رابرت جرج برگمن (به انگلیسی: Robert George Bergman) (زاده ۲۳ مه ۱۹۴۲) یک شیمی‌دان اهل آمریکا و برنده جایزه ولف در شیمی در سال ۲۰۱۷ است. عنوان واکنش حلقه‌زایی برگمن برگرفته از نام او است.